# Бєльцова Олександра Митрофанівна
Александра Бєльцова (латис. Aleksandra Beļcova; 17 березня 1892 — 1 лютого 1981) — латвійська і радянська художниця, членкиня об'єднань «Ризька група художників» і «Зелена ворона», художниця майстерні по розпису порцелянових виробів «Балтарс».

## Походження та навчання
Олександра Митрофанівна Бєльцова народилася 17 березня 1892 року в місті Сураж тодішньої Чернігівської губернії (нині Брянська область Російської Федерації) в селянській родині. Батько — Митрофан Бєльцов — за заслуги був удостоєний дворянського титулу[джерело не вказане 3049 днів].
Олександра Бєльцова навчалася в Пензенській художній школі у 1912—1917 роках, додатково відвідувала заняття в Петроградській майстерні художника Натана Альтмана (1918—1919 рр.). На запрошення свого майбутнього чоловіка Романа Сути в 1919 році приїхала до Латвії.

## Творчість
Була членом «Ризької групи художників» (1920—1924). Виставлялася з 1920 року, в тому числі у групових виставках об'єднання «Зелена ворона». (1927—1931).
Персональні виставкиРига (1928, спільно з Романом Сутой, 1962, 1972), Тукумс (1963), Ленінград (1972, 1973), Лієпая (1974), Юрмала (1977). Пам'ятні виставки: Рига (1984), Лієпая та Мадона (1985), Valmiera (1986).
Член Спілки художників з 1945 року. Працювала у техніці олії, пастелі, акварелі. Головним чином портрет і натюрморт. Разом з чоловіком брала участь у роботі майстерні розпису по фарфору Балтарс (1924—1929 рр.).
Найбільш відомі живописні роботи«Біла і чорна» (1925), «Портрет Аустри Озоліні-Краузе» (1927), «Тенісистка» (1928).

## Смерть
Похована в Ризі на Лісовому кладовищі.

## Вшанування пам'яті
У 2008 році в Ризі відкрито музей, присвячений творчості Олександри Бєльцової та Романа Сути.

## Родина
Чоловік, Роман Сута — художник; донька, Тетяна Сута — мистецтвознавець; онука, Інга Сута — музикант.